# Liste der Naturdenkmale in Ellenberg (Rheinland-Pfalz)
Die Liste der Naturdenkmale in Ellenberg nennt die im Gemeindegebiet von Ellenberg ausgewiesenen Naturdenkmale (Stand 15. Juli 2013).

## Naturdenkmale
| Nr.         | Bezeichnung | Lage                                                          | Beschreibung | Bild            |
| ----------- | ----------- | ------------------------------------------------------------- | ------------ | --------------- |
| ND-7134-386 | Eiche       | nördlich des Ortes an der B 269; Flur Ober der Eisenkaul Lage | Quercus sp.  | Fotos hochladen |